# Beverly Hills 90210 (sæson 4)
Sæson 4 af Beverly Hills 90210, en amerikansk teenage drama tv-serie, begyndte den 8. september 1993. Sæsonen endte den 25. maj 1994 efter 32 episoder.
Denne sæson fokuserer på bandens første år på college. 
Sæsonen blev udgivet på DVD som en otte-disk boxed sæt under titlen Beverly Hills 90210: den fjerde sæson . den 29. april 2008 af CBS DVD 
Denne sæson er Shannen Doherty's sidste sæson som Brenda Walsh i Beverly Hills 90210 men Doherty er tilbage som Brenda på den opdaterede Beverly Hills 90210 spin-off tv-serie, 90210 . Dette er også den første forekomst af Kathleen Robertson som Clare Arnold og Mark Damon Espinoza som Jesse Vasquez.

## Oversigt over handling
Banden starter deres første år på California University. David får et narkotikaproblem, Brenda bliver forlovet, Kelly og Dylan har et par problemer i parforholdet, Andrea får en overraskelse og Donna, Kelly og David flytter sammen.

## Episoder
| Episode i sæson | Episode i serien | Originalt episodenavn                       | Dansk episodenavn                       | Dato for amerikansk tv-premiere | Handling | Instrueret af                 | Skrevet af           |
| --------------- | ---------------- | ------------------------------------------- | --------------------------------------- | ------------------------------- | --- | ----------------------------- | -------------------- |
| 1. afsnit       | 81. afsnit       | So Long, Farewell, Auf Wiedersehen, Goodbye | Så længe, Farvel, Farvel, Farvel.       | 8. september 1993               | Alle forbereder sig til universitetetslivet efter sommerferien. Brenda er elendig på college og ønsker at stoppe. Brandon får en ny beundrer. Andrea er tvunget ind i en vanskelig beslutning, og er knust, da hun finder ud af sandheden om Gil. Kelly vender tilbage fra Europa uden Dylan. | Bill D'Elia                   | Charles Rosin        |
| 2. afsnit       | 82. afsnit       | The Girl From New York City                 | Pigen fra New York City                 | 15. september 1993              | Konkurrencen om Jills kærlighed når nye højder af intensitet mellem Brandon og Steve, som efterlader Celeste forrådt og knust. Brenda må sande, at universitetet i Minnesota må ikke er det rigtige valg for hende. Kelly og Dylan beslutter at give deres forhold endnu en prøve, og David finder en løsning på hans boligproblemer. | Jeffrey Melman                | Jessica Klein        |
| 3. afsnit       | 83. afsnit       | The Little Fish                             | Den Lille fisk                          | 22. september 1993              | Brenda tilbagevenden til Beverly Hills forstyrrer Brandon planer for hendes soveværelse. Brenda og Dylan tilbringe en afslappende dag sammen langt væk fra presset fra skolen og Kelly. Resten af banden begynder deres uge på California University. Andrea møder hendes søde bosiddende rådgiver, Dylan vælger at give afkald på college, og Brandon bliver involveret i kollegiepolitik.                                                                                          | Gilbert M. Shilton            | Larry Mollin         |
| 4. afsnit       | 84. afsnit       | Greek to Me                                 | Græsk til mig                           | 29. september 1993              | Det er Rush Week på California University og gruppen beslutter, om de skal vælge eller ikke vælge et græsk hus. Andrea er forfærdet, da Alfa Omega ser ned på hende for hendes jødiske baggrund, og Steve presser Brandon til at vælge Kappa Epsilon Gamma, ellers kendt som KEG House. Brandon bliver involveret i skolens progressive parti, bliver 1. års studerene repræsentant til elevrådet. Kelly løber ind i John Sears, en tidligere kærlighed, som hun hellere vil glemme. | Bethany Rooney                | Chip Johannessen     |
| 5. afsnit       | 85. afsnit       | Radio Daze                                  | Radio Daze                              | 6. oktober 1993                 | For at kick starte de nye klasser, laver universitetet fest for de nye studerene hvor hele banden deltager. Brenda får et job i sin fars kontor, Andrea og Dan planlægger en date, og Dylan har et sammenstød med John Sears omkring Kelly. | Richard Lang                  | Richard Gollance     |
| 6. afsnit       | 86. afsnit       | Strangers in the Night                      | Fremmede i natten                       | 13. oktober 1993                | Davids sene radioprogram får ham til at begynde at tage koffeinpiller, og det rod, han laver i lejligheden forstyrrer Kelly og Donna. Brenda går på en blind date med en søn af en af hendes fars kunder, og det viser sig at være en uventet succes. Andreas forhold til Dan tager en overraskende drejning. | James Eckhouse                | Jennifer Flackett    |
| 7. afsnit       | 87. afsnit       | Moving Targets                              | Bevægelige mål                          | 20. oktober 1993                | Efter hans sammenstød med voldelig kriminalitet, bliver Dylan besat af selvforsvar. Han køber en ulovlig pistol og har flere ture til skydebanen. Brenda og Stuart introducere deres forældre til hinanden under en frokost i Bel-Air. | Paul Schneider                | Larry Mollin         |
| 8. afsnit       | 88. afsnit       | Twenty Years Ago Today                      | Tyve år siden i dag                     | 27. oktober 1993                | Jim og Cindy fejrer deres 20 års bryllupsdag, og inden aftenen er slut vil en af tvillingernes liv ændre sig for evigt. Stuart har et overraskende forslag til Brenda. Andrea møder en ung bartender, Jesse Vasquez ... | James Whitmore, Jr.           | Jessica Klein        |
| 9. afsnit       | 89. afsnit       | Otherwise Engaged                           | Ellers forlovet                         | 3. november 1993                | Brenda er rasende, da hun finder en ægtepagt i Stuarts mappe, men hendes vrede vokser, da hun opdager et komplot for at få hende til at bryde hendes forlovelse med Stuart. Brandon fortsætter med at se Lucinda og er chokeret over at opdage, at hun er gift. Steve går på en dobbelt date med en af hans kollegie brødre ... men den date, omfatter ikke Celeste. Jackie sagsøger Mel for at få fuld forældremyndighed over Erin, der forårsager spændinger i strandlejligheden.  | Daniel Attias & Chip Chalmers | Jennifer Flackett    |
| 10. afsnit      | 90. afsnit       | And Did It...My Way                         | Og jeg gjorde det...på min måde         | 10. november 1993               | Brenda og Stuart er trætte af at lytte til deres forældre skændes om brylluppet, så de tager til Las Vegas for få en gammeldags oplevelse. Steves date, Laura, vil ikke stoppe med at ringe til ham. Professor Randall inviterer Brandon til middag, arrangeret af hans kone ... Lucinda Nicholson. | Jason Priestley               | Richard Gollance     |
| 11. afsnit      | 91. afsnit       | Take Back the Night                         | Tager natten tilbage                    | 17. november 1993               | Campus er fanget i en "Take Back the Night" bevægelse, hvor Steve befinder sig som en voldtægtsforbryder. Steve må finde en måde at bevise sin uskyld til dem, han elsker. D'Shawn forsøger at afpresse Brandon, og John Sears viser sit sande jeg til Kelly. | James Whitmore, Jr.           | Chip Johannessen     |
| 12. afsnit      | 92. afsnit       | Radar Love                                  | Kærlighedsradar                         | 24. november 1993               | Brandons tur for at finde sig selv fører ham til hans tidligere kærlighed Emily Valentine, hvis besættelse én gang rev deres kærlighed fra hinanden. En nu følelsesmæssigt sund Emily er begejstret for at se ham og de to tilbringer en romantisk weekend i San Francisco. Andrea er også faldet for nogen, som desværre ikke er hendes kæreste. Dylan bruger Thanksgiving med familien Walsh, som sender hans ex-kæreste Kelly i et anfald af jalousi.                             | Paul Schneider                | Jessica Klein        |
| 13. afsnit      | 93. afsnit       | Emily (a.k.a. The Pink Pearl)               | Emily (a.k.a. den pinke perle)          | 1. december 1993                | Brandons tur for at finde sig selv fører ham til hans tidligere kærlighed Emily Valentine, hvis besættelse én gang rev deres kærlighed fra hinanden. En nu følelsesmæssigt sund Emily er begejstret for at se ham og de to tilbringer en romantisk weekend i San Francisco. Andrea er også faldet for nogen, som desværre ikke er hendes kæreste. Dylan bruger Thanksgiving med familien Walsh, som sender hans ex-kæreste Kelly i et anfald af jalousi.                             | Richard Lang                  | Jessica Klein        |
| 14. afsnit      | 94. afsnit       | Windstruck                                  | Windstruck                              | 15. december 1993               | David og Donna er taget til Chinatown for fejre deres jubilæum og endelig beslutter Donna sig til at sove med David. Professor Randall beslutter at fremskynde anklagerne mod Steve for at stjæle hans baseball med autografer. Dan er bitter over Andreas forhold til Jesse. | Gilbert M. Shilton            | Richard Gollance     |
| 15. afsnit      | 95. afsnit       | Somewhere in the World It's Christmas       | Et eller andet sted i verden det er jul | 22. december 1993               | Juleferien er kommet, men ingens planer går efter planen. Imens Dylan forbereder sig på at rejse til Baja i julen, dukker en mystisk kvinde og hendes datter op på hans dørtrin, der hævder at have en forbindelse til Jack McKay. Walsh familien planlægger en hawaiiansk ferie, Steve stiller op som julemanden for dårligt stillede børn, og David tager en beslutning om sit forhold til Donna.                                                                                  | Bradley M. Gross              | Charles Rosin        |
| 16. afsnit      | 96. afsnit       | Crunch Time                                 |                                         | 5. januar 1994                  | Efter en grov ydmygelse går galt, håber KEG-huset at undgå følgerne, som derfor uretfærdigt distancere sig fra Steve. Da Steve opdager han er uskyldig, skal han bevise det til hans "brødre" eller bortvises fra broderskabet. Dylan forarger Susanne, da han beslutter sig for at lave en baggrundscheck på hende. | Les Landau                    | Richard Gollance     |
| 17. afsnit      | 97. afsnit       | Thicker Than Water                          | Tykkere end vand                        | 12. januar 1994                 | Davids afhængighed af stimulanser kommer helt ud af kontrol, og resultatet kan koste ham Erins liv. Kliken tager på en skitur, hvor Donna møder en sød skibums kaldt Tchad, men hendes tiltrækning taf ham kompliceres af hendes stadig stærke følelser for David. Andrea får et chok som ændre hendes liv, og Dylan erfarer, at Susanne har hemmeligheder. | Michael Lange                 | Lana Freistat Melman |
| 18. afsnit      | 98. afsnit       | Heartbreaker                                | Hjerteknuser                            | 26. januar 1994                 | Brandon er valgt som repræsentant for en elite national task force, der vil bidrage til at træffe beslutninger i Washington D.C. om Amerikas universitetsområder. Andrea kæmper med sin graviditet, og hendes beslutning om at fortælle Jesse det. Nat får et hjerteanfald, og fremtiden for Peach Pit er i fare. | Paul Schneider                | Chip Johannessen     |
| 19. afsnit      | 99. afsnit       | The Labors of Love                          | De arbejder for kærligheden             | 2. februar 1994                 | Davids stofmisbrug er blevet indlysende for alle omkring ham og Kelly er mindre end imponeret. Hendes hårde tilgang er for meget for sympatiske Donna, der har svært ved at sige "nej" til hendes ex. Andrea tager en beslutning om sin graviditet, og Dylan finder en måde at hjælpe Nat til at beholde Peach Pit. | Jefferson Kibbee              | Christine Petti      |
| 20. afsnit      | 100. afsnit      | Scared Very Straight                        | Meget bange                             | 9. februar 1994                 | Andrea og Jesses improviseret forlovelse fører til spændinger i Zuckerman-husstanden, der forstyrrer den gravide Andrea. Hvordan kan hun gifte sig uden støtte fra sine forældre? David forhandler en stor mængde narkotika i strandlejlighed, som kunne lede David i alvorlige problemer. Et indgreb fra en overraskende kilde kan være lige, hvad han behøver for at holde ham ud af fængslet ... og en kiste.                                                                     | Chip Chalmers                 | Gary Rosen           |
| 21. afsnit      | 101. afsnit      | Addicted to Love                            | Afhængig af at elske                    | 16. februar 1994                | En journalist forsøger at grave snavs op om Brandon og intet emne er for helligt ... selv hans sexliv. Af frygt for eksponering, brygger han og Lucinda en "idiotsikker" plan sammen, for at reporteren ikke skal få færten af dem. | Les Landau                    | Richard Gollance     |
| 22. afsnit      | 102. afsnit      | Change Partners                             | Skifter partnere                        | 23. februar 1994                | Brenda og Donna adopterer en herreløs hund, Rocky, som de frygter er blevet mishandlet. Da Brenda opdager at han er en overlevende af en medicinsk test, bliver hun involveret med en gruppe af campus' ekstremister. Brandon og Kellys falske forhold, forstyrrer og forvirrer Kelly, som tilsyneladende stadig nærer følelser for Dylan. Brandon møder kanslerens vilde datter, Clare Arnold, der gør ingen hemmelighed af hendes tiltrækning til ham.                             | Bethany Rooney                | Chip Johannessen     |
| 23. afsnit      | 103. afsnit      | A Pig is a Boy is a Dog"                    | En gris er en dreng er en hund          | 2. marts 1994                   | Efter at Rocky dør af kræft, når Brenda engagement med dyrerettigheds-ekstremisterne eksplosive nye højder. | Daniel Attias                 | Richard Gollanc      |
| 24. afsnit      | 104. afsnit      | Cuffs and Links                             | Manchet og forbindelser                 | 16. marts 1994                  | Brenda engagement med ødelæggelsen af Dyer Laboratoriet har sendt hende i fængsel. Dylan køber hende ud, men selv hans penge kan ikke købe hende ud af en forbrydelse. I mellemtiden har en nysgerrig journalist endelig fundet noget snavs på Brandon og truer med at afsløre han og Lucindas sexliv, medmindre han støtter ham som de studerendes præsident. Andrea præsenterer Donna for en helt ny hvalp: Rocky 2.                                                               | Gilbert M. Shilton            | Jessica Klein        |
| 25. afsnit      | 105. afsnit      | The Time has Come Today                     | Tiden er kommet til i dag               | 23. marts 1994                  | Brenda opdager en dagbog gemt i hendes vinduessæde, der tilsyneladende tilhørte en tidligere beboer. Brenda bliver opslugt i pigens regnskabsføring i de politiske kampe og hendes egne personlige kriser i årene 1968 og '69. | Jason Priestley               | Mick Gallinson       |
| 26. afsnit      | 106. afsnit      | Blind Spot                                  | En blind plet                           | 6. april 1994                   | Da Steve ved et uheld opdager, at KEG-husets præsident er homoseksuel, som ikke er sprunget ud, står han over for en krise: skal han sige det eller ej? Davids beundring for en blind klaverspiller for hans kæreste Donna til føler sig lidt forladt. | Michael Lange                 | Ken Stringer         |
| 27. afsnit      | 107. afsnit      | Divas                                       | Divaer                                  | 20. april 1994                  | Brenda er begejstret, da en anerkendt instruktør ankommer til universitetet til at lede en campus produktion. Clare Arnold ankommer til campus og tager ekstreme foranstaltninger i sin indfangelse af Brandon. | David Semel                   | Larry Mollin         |
| 28. afsnit      | 108. afsnit      | Acting Out                                  | Spiller ude                             | 27. april 1994                  | Brenda føler sig forrådt af Kelly, på grund af Kellys beslutning om at gå til audition mod Brenda og nægter at tale med hendes tidligere bedste veninde. Men Kelly er ikke den eneste, der konkurrerer mod Brenda for at få rollen. Dylans dybe forhold til Suzanne lægger pres på hans romance med Kelly. | Jeffrey Melman                | Chip Johannessen     |
| 29. afsnit      | 109. afsnit      | Truth and Consequences                      | Sandhed og konsekvens                   | 4. maj 1994                     | Laura er rasende, da Brenda får hovedrollen i stykket. Skubbet til bristepunktet, bruger Laura Steve for at få hævn mod pigen, hun mener, tog alt fra hende. | James Eckhouse                | Richard Gollance     |
| 30. afsnit      | 110. afsnit      | Vital Signs                                 | Vitale tegn                             | 11. maj 1994                    | Clares interesse i Brandon vokser stødt, og han frygter, at hun kunne koste ham chancen for at møde præsidenten med resten af Task Force. Brendas præstation i stykket for fantastiske anmeldelser fra alle ... herunder Dylan. | Daniel Attias                 | Larry Mollin         |
| 31. afsnit      | 111. afsnit      | Mr. Walsh Goes to Washington (1)            | Mr. Walsh tager til Washington (1)      | 25. maj 1994                    | Brandon rejser til Washington D.C. med Task Force, hvor tre kvinder kæmper for hans opmærksomhed. I mellemtiden er Brenda blev tilbudt at tilbringe sommeren studere teatret på Royal Academy i London. | Michael Lange                 | Jessica Klein        |
| 32. afsnit      | 112. afsnit      | Mr. Walsh Goes to Washington (2)            | Mr. Walsh tager til Washington (2)      | 25. maj 1994                    | I den anden del af sæsonenfinalen, tilbringer Kelly og Brandon en romantisk dag sammen, mens Brenda og Dylan tilbringer deres sidste nat sammen i Californien i deres seng. Donna fanger David i en kompromitterende situation, og Steve bliver ked af, at finde Celeste på en date med John Sears. | Michael Lange                 | Jessica Klein        |

## Skuespillere fra sæson 4
| Skuespiller        | Rolle            |
| ------------------ | ---------------- |
| Jason Priestly     | Brandon Walsh    |
| Shannen Doherty    | Brenda Walsh     |
| Jennie Garth       | Kelly Taylor     |
| Ian Ziering        | Steve Sanders    |
| Gabrielle Carteris | Andrea Zuckerman |
| Luke Perry         | Dylan McKay      |
| Brian Austin Green | David Silver     |
| Tori Spelling      | Donna Martin     |
| Carol Potter       | Cindy Walsh      |
| James Eckhouse     | Jim Walsh        |
| Joe E. Tata        | Nat Bussichio    |
| Ann Gillespie      | Jackie Taylor    |

### Andre medvirkende
| Skuespiller         | Rolle             |
| ------------------- | ----------------- |
| David Gail          | Stuart Carson     |
| Paul Johansson      | John Sears        |
| Dina Meyer          | Lucinda Nicholson |
| Mark Damon Espinoza | Jesse Vasquez     |
| Kerrie Keane        | Suzanne Steele    |
| Kathleen Robertson  | Clare Arnold      |
| Mark Kiely          | Gil Meyers        |
| Katherine Cannon    | Felice Martin     |
| Michael Durrell     | John Martin       |
| Jennifer Grant      | Celeste Lundy     |
| Ryan Brown          | Morton Muntz      |
| Noley Thornton      | Erica McKay       |
| Nicholas Pryor      | Milton Arnold     |